# Бюзумер-Дайхгаузен
Бюзумер-Дайхгаузен (нім. Büsumer Deichhausen) — сільська громада в Німеччині, розташована в землі Шлезвіг-Гольштейн. Входить до складу району Дітмаршен. Складова частина об'єднання громад Бюзум-Вессельбурен.
Площа — 2,87 км2. Населення становить 358 ос. (станом на 31 грудня 2020).

## Галерея

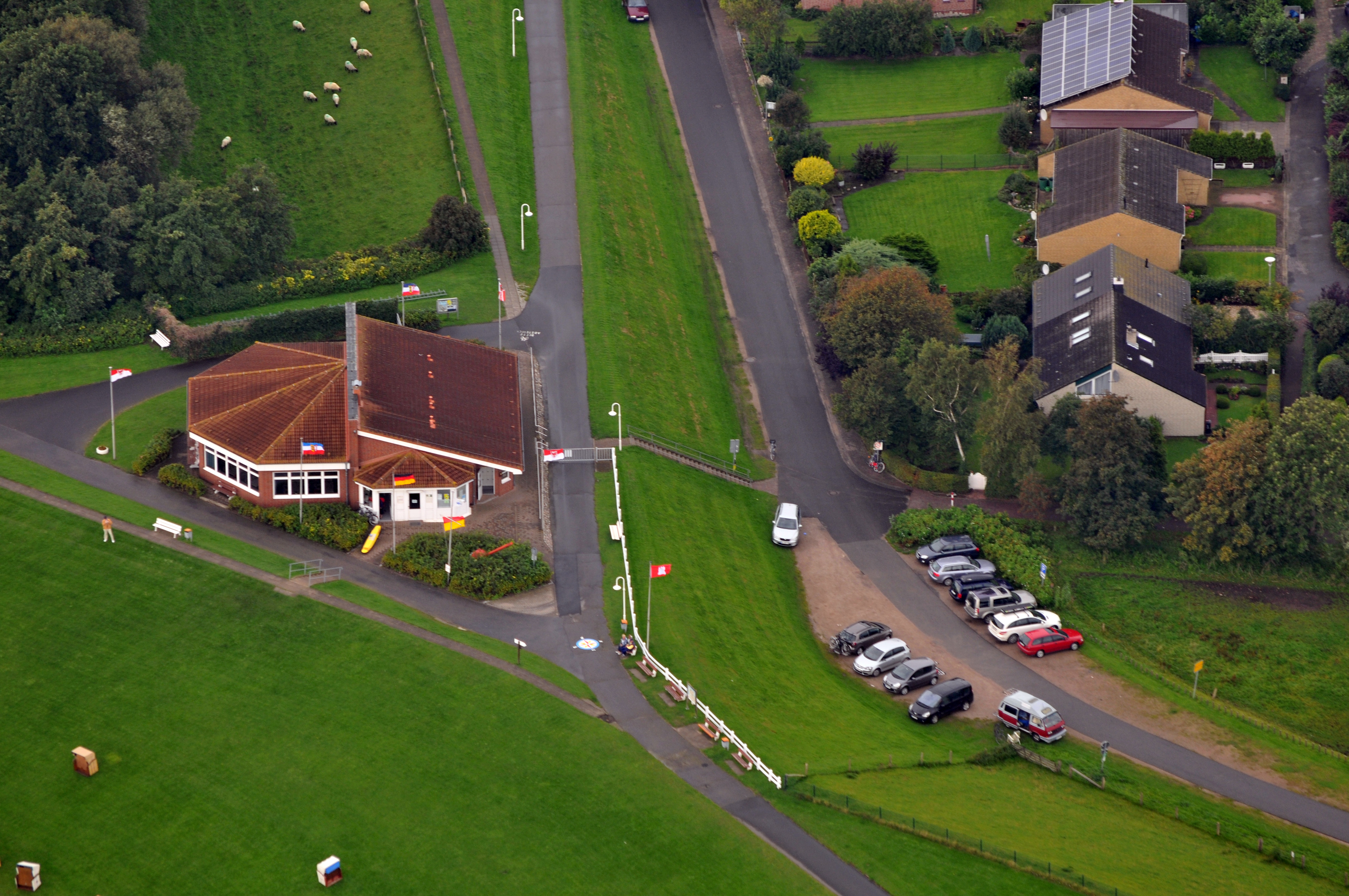